# Sugar Land
Sugar Land ist eine Stadt an der Golfküste im US-Bundesstaat Texas sowie eine principal city der Metropolregion Greater Houston. Heute ist Sugar Land die größte Stadt und wirtschaftliches Zentrum des Fort Bend County. Das U.S. Census Bureau hat bei der Volkszählung 2020 eine Einwohnerzahl von 111.026 ermittelt.

## Klima
Sugar Land ist laut dem Magazin Money der durchschnittlich heißeste Ort in Texas und der drittheißeste in den Vereinigten Staaten.

## Geschichte
Vor ihrer Vertreibung im 18. Jahrhundert lebten die Karankawa- und die Atakapa-Stämme im heutigen Gebiet von Sugar Land. Sugar Land wurde im frühen 19. Jahrhundert als Zuckerrohrplantage gegründet.
Nathaniel Williams, dessen Bruder Samuel einer der ersten Siedler in der Gegend war, kaufte 1838 das Land. Gemeinsam legten sie mehrere Plantagen an, auf denen unter anderem Baumwolle, Mais und Zuckerrohr angebaut wurden. 1853 kauften Benjamin Terry und William J. Kyle die Plantagen und nannten die Siedlung Sugar Land.
In Sugar Land befindet sich heute das Hauptquartier und die größte Raffinerie von Imperial Sugar.

## Demografische Daten
Laut der Volkszählung im Jahr 2000 gab es in Sugar Land 63.328 Menschen, 20.515 Haushalte, und 17.519 Familien. Die Bevölkerungsdichte betrug 1.015 Einwohner je km². 56,00 % der Einwohner waren Weiße, 5,20 % Afro-Amerikaner, 0,24 % Indianer, 33,80 % Asiaten und 0,03 % Pazifische Insulaner, 2,32 % waren anderer Hautfarbe und 2,41 % eine Mischung von mehr als zwei Hautfarben. 7,98 % der Bevölkerung sind Lateinamerikaner.

## Söhne und Töchter der Stadt
- Katie Armiger (* 1991), Countrysängerin
- Stuart Holden (* 1985), Fußballspieler
- Robert Horry (* 1970), Basketballspieler
- Jerry Hughes (* 1988), American-Football-Spieler
- Nathan Janak (* 2005), Schauspieler
- Tara Lipinski (* 1982), Eiskunstläuferin
- Simone Manuel (* 1996), Schwimmerin und Olympiasiegerin
- Maddie Marlow, Mitglied des Country-Duos Maddie and Tae
- Tracy McGrady (* 1979), Basketballspieler
- Hakeem Olajuwon (* 1963), Basketballspieler
- Rashawn Slater (* 1999), American-Football-Spieler
- Allison Tolman (* 1981), Schauspielerin